# Senato dei Quarantotto
Il Senato dei Quarantotto, detto anche Consiglio dei Quarantotto e Senato fiorentino, è stato il massimo organo deliberativo toscano durante il Granducato di Toscana.

## Storia
Il Senato dei Quarantotto nacque ufficialmente il 27 aprile 1532, nell'ambito della riforma costituzionale che sancì il passaggio dalla Repubblica di Firenze al principato mediceo con la creazione del Ducato di Firenze e la nomina di Alessandro de' Medici a duca di Firenze, una fase di transizione tra la Repubblica fiorentina e il futuro Granducato di Toscana che vide riformate le più importanti istituzioni repubblicane e comunali.
Durante l'epoca medicea, i membri del senato, incarico che durava a vita, dovevano possedere la cittadinanza fiorentina, non avere meno di quarant'anni ed essere già membri del Consiglio dei Dugento. 
Il 9 gennaio 1537 il Senato dei Quarantotto elesse Cosimo I de' Medici, figlio di Giovanni delle Bande Nere, capo et primario della città di Firenze, su suggerimento, tra gli altri, del senatore Francesco Guicciardini . Con questa nomina furono gettate le basi per la nascita del Granducato di Toscana che avvenne qualche decennio più tardi, ma i rapporti tra il senato e Cosimo non furono sempre idilliaci, a causa delle mire accentratrici del nuovo duca di Firenze.
Ben presto l'organo collegiale divenne solo uno strumento politico di sola approvazione formale degli atti di governo disposti dai granduchi che di fatto regnavano assoluti; in tal modo la carica di senatore assunse sempre di più una funzione più onorifica che politica.
Con l'arrivo degli Asburgo-Lorena (1737) il Senato fiorentino perse ulteriormente d'importanza a causa della latente ostilità che il ceto dirigente fiorentino dimostrava verso i nuovi dinasti che tendevano a privilegiare negli incarichi pubblici propri personaggi, vicini alla casa regnante, esautorando di fatto i ministri toscani. Uomini come il marchese Carlo Ginori, Pompeo Neri e il principe Corsini furono fieri avversari della politica accentratrice lorenese, auspicando un ritorno all'antica repubblica. Tuttavia, tra il 1761 e il 1764, in coincidenza con la fine della reggenza, ci fu un avvicinamento della politica lorenese con la classe politica fiorentina e furono nominati nuovi senatori, con lo scopo principalmente di favorire una riconciliazione tra la casa regnante austriaca e la dirigenza toscana. L'abolizione del Senato dei Quarantotto avvenne il 9 marzo 1808 per opera del governo francese.